# BMW K 1100-serie

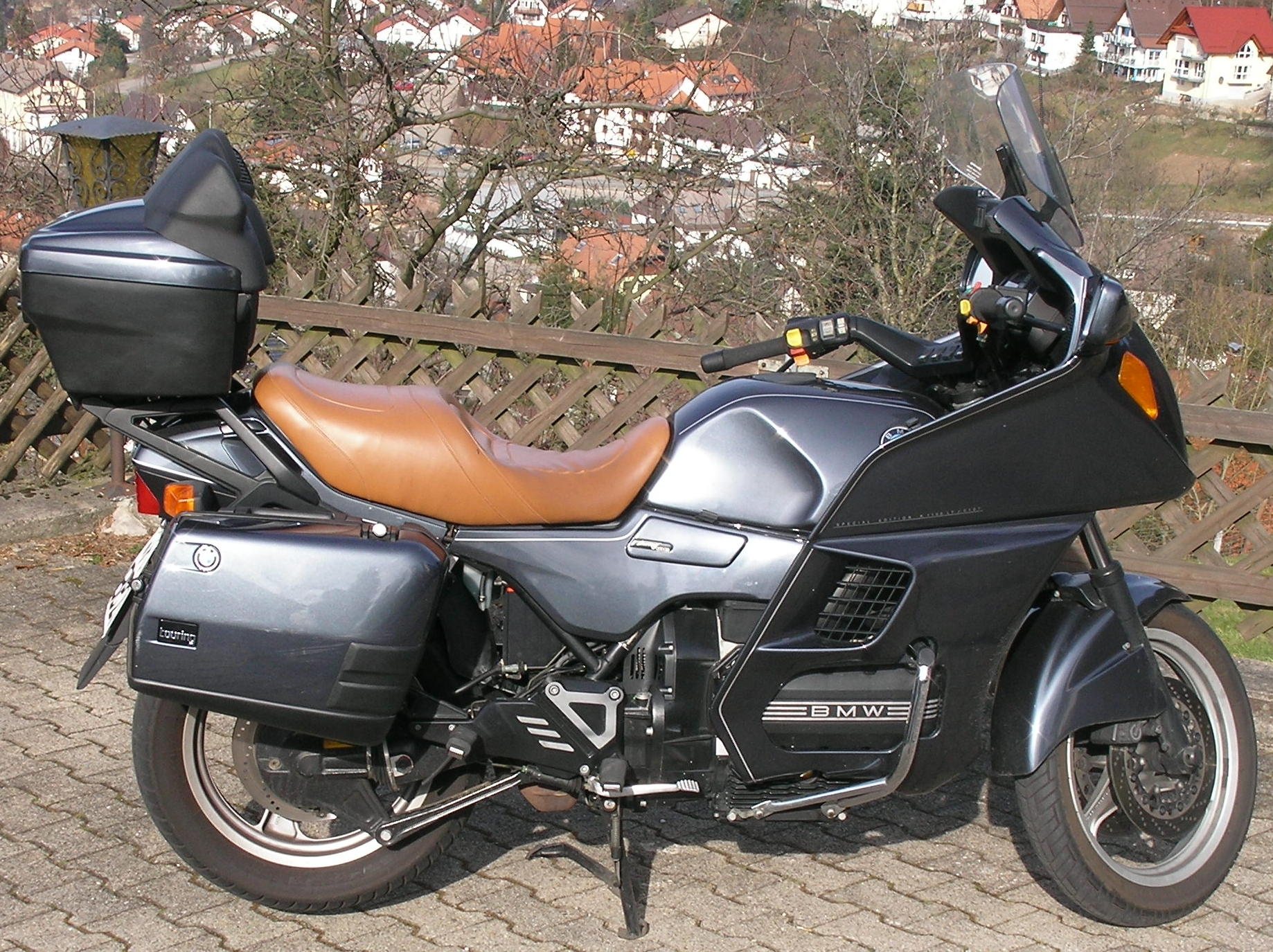
K 1100 LT SE met grote topkoffer, elektrisch verstelbare ruit, ABS, paraleverwielophanging

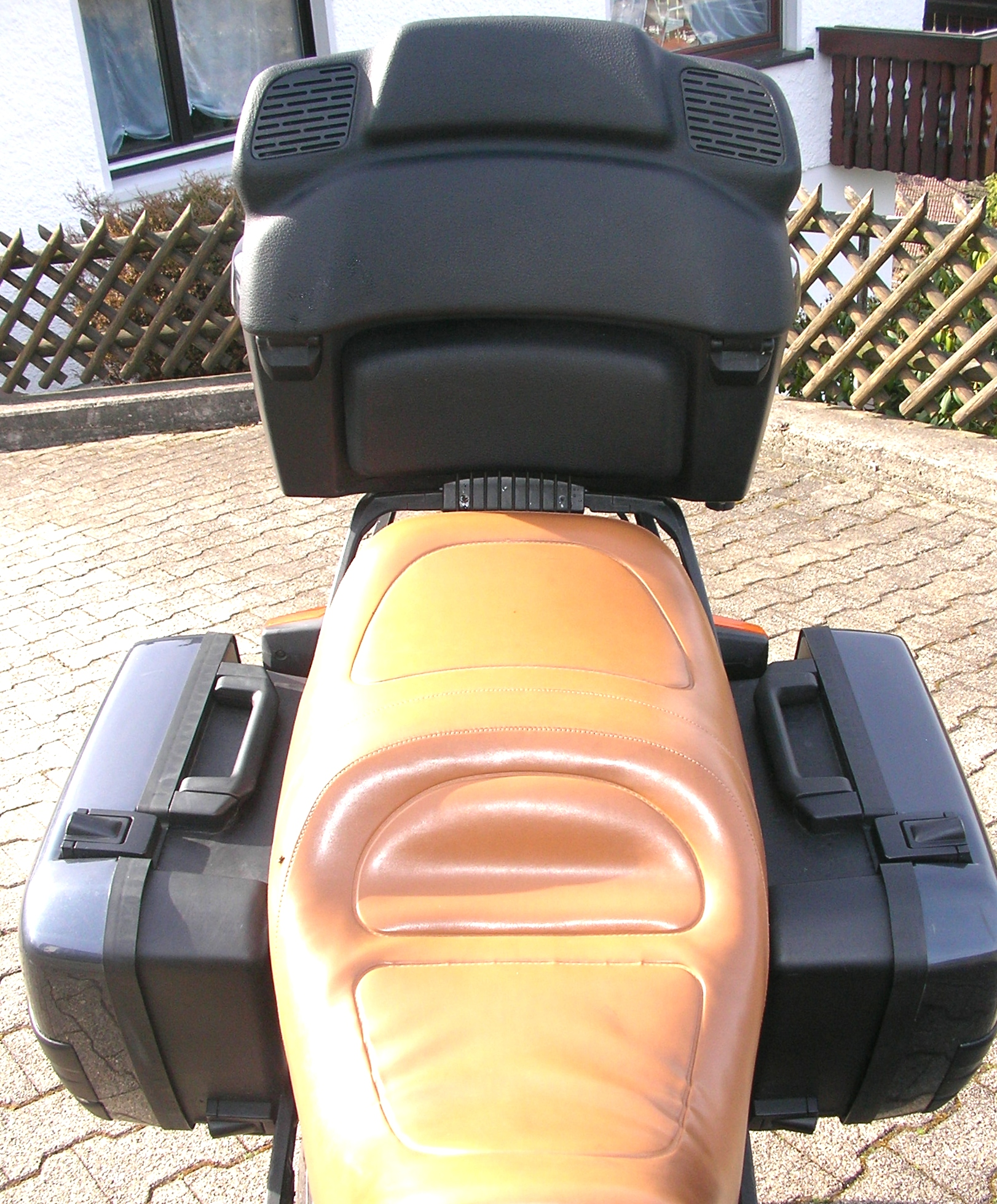
Luxe rugsteun en luidsprekers voor de duopassagier op een LT Special Edition

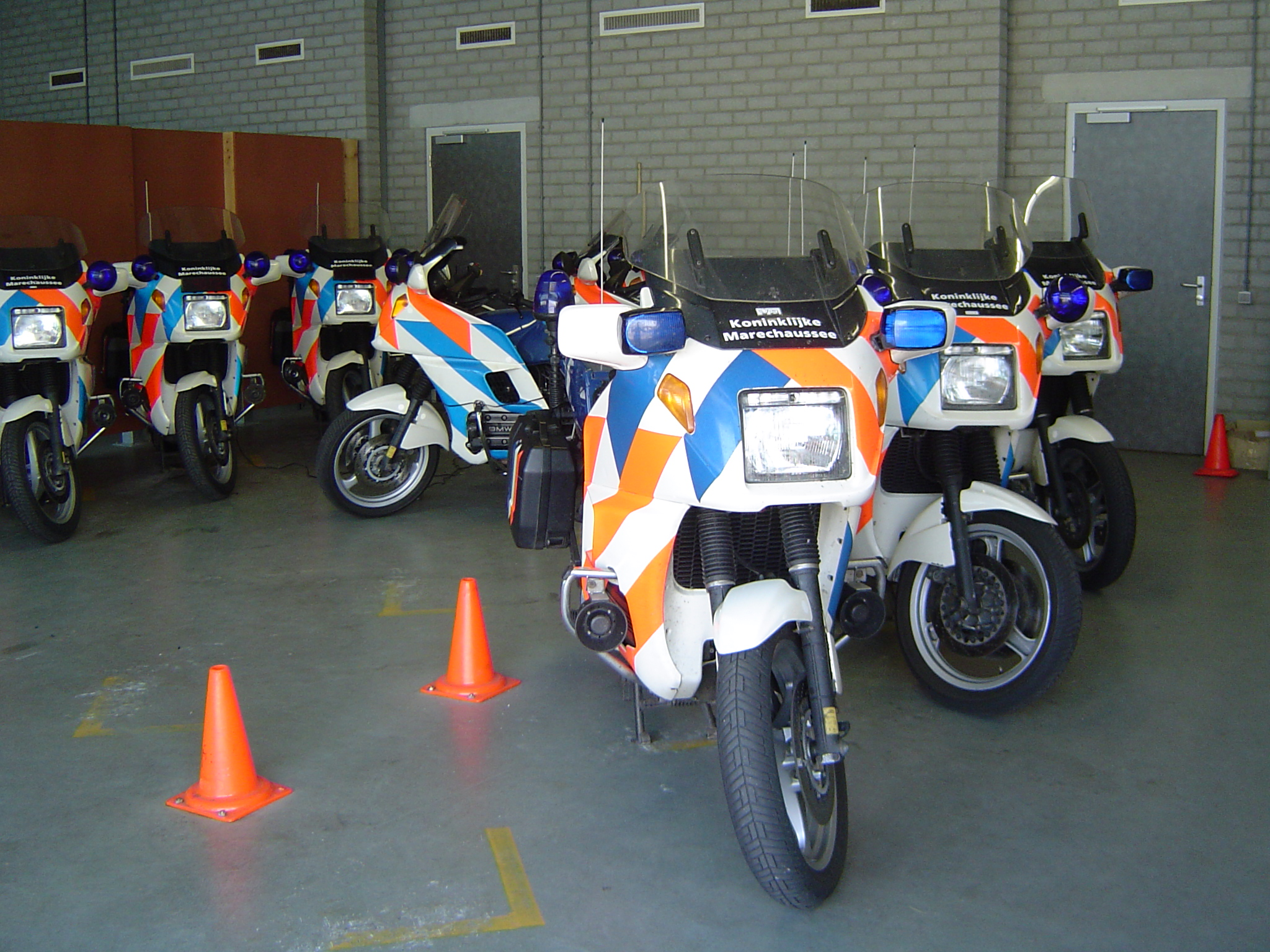
K 1100 LT's in dienst bij de Koninklijke Marechaussee

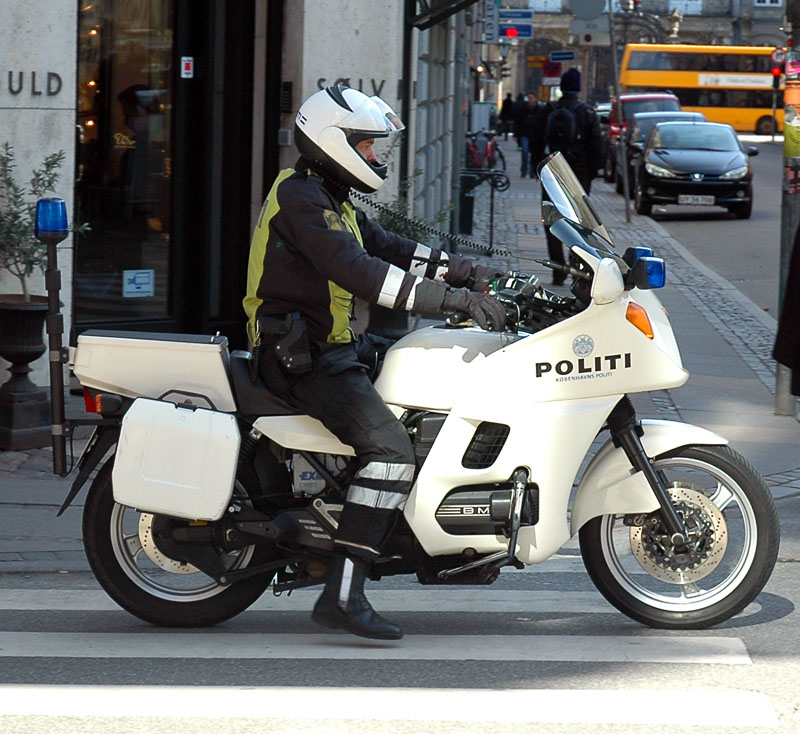
K 1100 LT-politiemotor in Kopenhagen

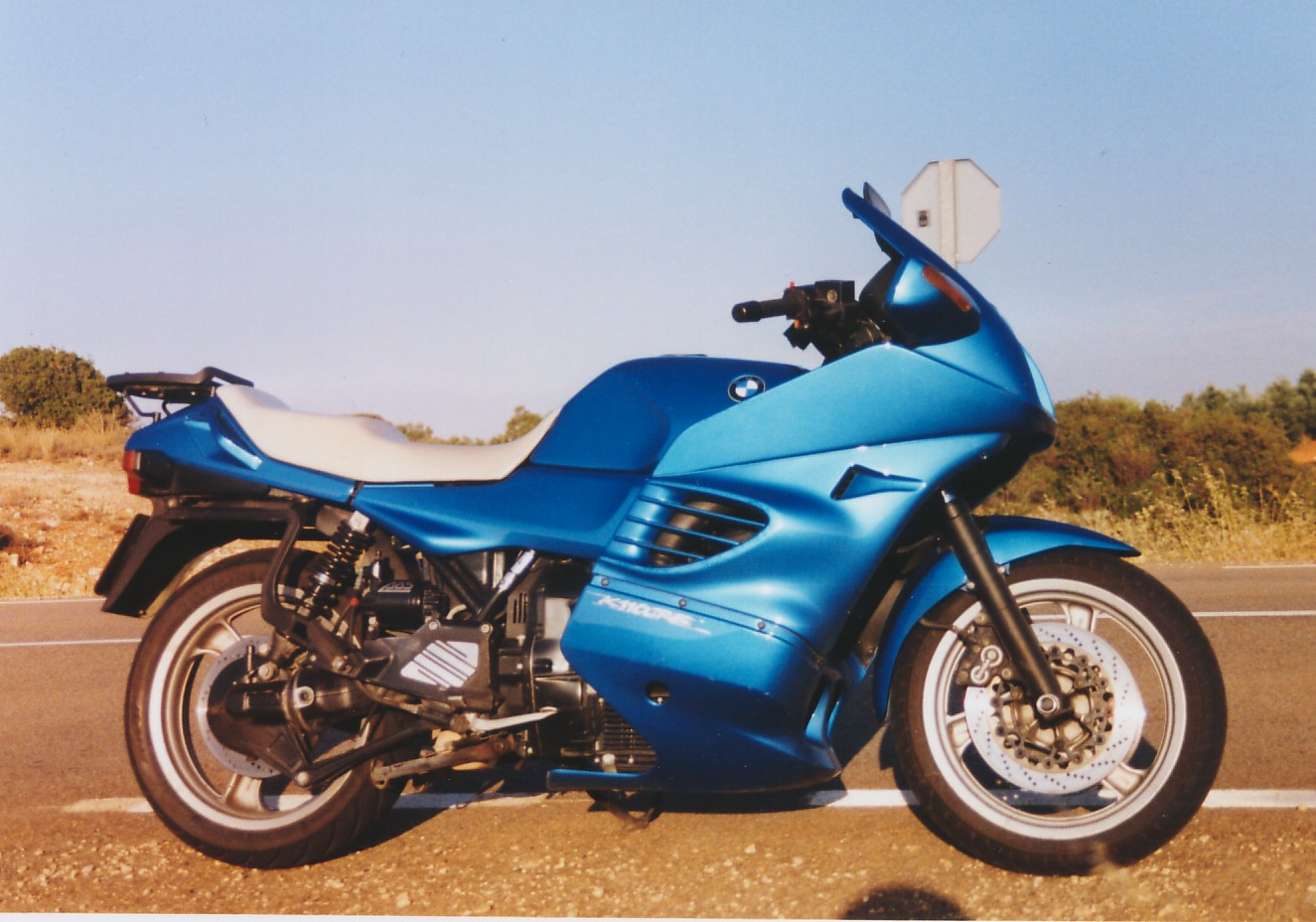
BMW K 1100 RS

De BMW K 1100-serie is een serie motorfietsen van het merk BMW.

## Voorgeschiedenis
In 1983 had BMW veel opzien gebaard toen het merk voor het eerst afstapte van de luchtgekoelde tweecilinderboxermotoren. De K 100-serie was totaal nieuw en bestond uit langsgeplaatste vloeistofgekoelde lijnmotoren met liggende cilinders. Aanvankelijk hadden deze DOHC motoren twee kleppen per cilinder, maar met de komst van de K 1 en daarna de K 100 RS 16 Valve waren ook vier kleppen per cilinder beschikbaar. De toermodellen K 100 RT en K 100 LT verkochten uitstekend, maar klanten vroegen toch om meer koppel, zeker als deze motoren zwaar beladen werden. Daar kwam nog bij dat zowel Kawasaki (GTR 1000) als Honda (ST 1100 Pan-European) nadrukkelijk in dezelfde vijver waren gaan vissen waar het om de toermodellen ging, terwijl Yamaha met de FJ 1200 een sporttoerer leverde die inmiddels ook van ABS was voorzien.

## K 1100-serie
De K 1100-serie bestond eigenlijk uit slechts twee modellen: de K 1100 LT en de K 1100 RS. Opvallend was dat de K 100 in deze serie geen opvolger kreeg. Toen de K 100-serie net op de markt was had BMW op verzoek van klanten en dealers de oude boxers opnieuw uitgebracht in de R 100 Classic-serie. Kennelijk moesten de liefhebbers van naked bikes bij die modellen of bij de K 75-driecilinder hun heil zoeken. Als eerste van de nieuwe serie kwam in 1991 de K 1100 LT op de markt. De 1100's hadden al een vrij grote wielbasis van 1565 mm, maar dankzij een kleine naloop en het lage zwaartepunt werd het stuurgedrag hierdoor nauwelijks beïnvloed.

### Kritiekpunten
De rechtuitstabiliteit was niet optimaal. BMW adviseerde klanten met gemonteerde kofferset niet harder dan 130 km/uur te rijden, omdat de koffers de balans van de motorfietsen konden verstoren. Dat gold echter alleen voor de topkoffer, en dat is zo bij vrijwel alle motorfietsen. Door de hoge ruit en de zware topkoffer was de K 1100 LT enigszins topzwaar bij het manoeuvreren. Het uitvoeren van zeer korte bochten, zoals rijinstructeurs regelmatig moesten demonstreren, was lastig, enerzijds door het onderstuur, anderzijds doordat de techniek van het bijremmen met de achterrem niet toegepast kon worden op een machine met ABS. Door de zeer korte bocht constateerden de sensoren een snelheidsverschil tussen vóór- en achterwiel, waardoor de remdruk wegviel. Bij langzaam rijden en stationair draaien kon de motortemperatuur hoog oplopen. De berijder kon het erg warm krijgen door de warme lucht die door de ventilator achter de kuip werd geblazen. BMW had dit ten opzichte van de K 100-serie al verbeterd door een deel van de warmte naar de zijkant af te voeren. Ook klaagden klanten over hoogfrequente trillingen. De oplossingen die BMW hiervoor had bedacht, het in rubber gehangen stuur en de trillingdempers op de stuuruiteinden werkten kennelijk nog niet voldoende. Voor K 1100 motoren geldt een olieverbruik van ca. 0,3 liter per 1.000 km als normaal, maar vergeleken met de concurrentie is het absoluut hoog. Dit probleem heeft mogelijk te maken met de liggende cilinders. Als de motor op de zijstandaard staat en dus naar links overhelt kan de olie uit de cilinders niet terugstromen naar het carter waardoor er bij het starten soms wat olie wordt verbrand. Dit probleem deed zich bij de opvolgende K 1200-serie onverminderd voor.

### Motor
De K 1100 kreeg een vloeistofgekoelde viercilinderlijnmotor met liggende cilinders. Het werd een vierkante motor (boring × slag = 70,5 × 70 mm) om de motor zo kort mogelijk te houden, waardoor de wielbasis niet te groot werd. De krukas lag aan de rechterkant van de motor, de cilinders wezen naar links. Aan de rechterkant werd een carterdeksel geplaatst, waardoor de hele motor gedemonteerd kon worden zonder deze uit te bouwen. Er was een nieuwe brandstofinjectie toegepast (Bosch Motronic). De beide bovenliggende nokkenassen werden door een ketting aangedreven. Om het kantelmoment op te heffen draaiden zo veel mogelijk onderdelen (dynamo, koppeling en versnellingsbak) tegenovergesteld aan de krukas. BMW begrensde het vermogen op 100 pk, om Europese regelgeving te voorkomen. De motor had vier kleppen per cilinder. Een geregelde driewegkatalysator was tegen meerprijs leverbaar.

### Rijwielgedeelte
BMW gebruikte nog steeds naar het "Baukastensystem". Er werd één brugframe gebruikt, dat ook bij de K 100-serie was toegepast, en waarbij het motorblok als dragend deel diende. De hele aandrijflijn (motor, koppeling, versnellingsbak, cardanaandrijving en achterwiel), was met zes bouten aan het frame bevestigd. Als deze bouten verwijderd waren (inclusief de nodige kabels), kon de rest van de motorfiets als een kruiwagen met behulp van het voorwiel weggereden worden. De machine kreeg het paraleverveersysteem en een telescoopvork. Er werden vernieuwde driespaaks gietwielen en remschijven toegepast. De enkelvoudige droge plaatkoppeling bleef behouden, de motor had vijf versnellingen.

### K 1100 LT
De K 1100 LT (Luxus Tourer) uit 1991 deed zijn naam eer aan. Deze vervanger van de K 100 LT had dezelfde forse stroomlijnkuip, maar die was aan de bovenkant wat verder naar voren geplaatst en ook de onderkuip bood de berijder wat meer beenruimte.

#### Uitrusting
Behalve de inmiddels voor BMW "normale" zaken als een uitgebreide set boordgereedschap en EHBO-set was de LT voorzien van een traploos elektrisch verstelbare ruit. De afneembare topkoffer was gegroeid naar 35 liter, waardoor er met gemak een integraal- of een systeemhelm in paste. Eveneens "extra" was het antiblokkeersysteem, in eerste instantie nog het ABS I dat ook voor de K 100- en K 75-modellen leverbaar was. Vanaf 1994 werd ABS II standaard gemonteerd. Het stuur was in rubbers opgehangen, maar om trillingen extra tegen te gaan kon men ook schuimrubber handvatten bestellen. Naar wens kon een radio-cassetterecorder met afstandsbediening op het stuur worden ingebouwd, een 12 volt aansluiting en valbeugels worden geleverd. Ook een alarminstallatie was mogelijk. Als men al deze zaken monteerde kwam de 290 kg zware machine ruim boven de 300 kg uit.

### K 1100 RS
De K 1100 RS verscheen in 1992 als opvolger van de K 100 RS 16 Valve. Meest opvallend aan het ontwerp waren de ontluchtingsvinnen voor de koellucht aan de zijkanten van de stroomlijnkuip. Kennelijk had men hierbij goed naar de in 1984 verschenen Ferrari Testarossa gekeken. Door de lage zit en het relatief hoge stuur was deze sporttoerer een comfortabele reismachine geworden, die ook voor de duopassagier voldoende ruimte en comfort bood. Een nadeel was de zelfopgelegde beperking van BMW om niet meer dan 100 pk te leveren. De concurrentie, zoals bijvoorbeeld de Yamaha FJ 1200, kwamen ruim over de 120 pk. Een voordeel ten opzichte van deze machines was dan weer de cardanaandrijving van de BMW, naast de intussen bijna legendarische betrouwbaarheid. Ook de meer gedistingeerde kleurstellingen van de BMW's werden vaak meer gewaardeerd dan de felle kleuren van andere merken. Ook de afwerking stond op een hoog peil. De in de kuip geïntegreerde spiegels boden voldoende zicht naar achteren, maar hielden ook de handen van de berijder uit de wind. Het kleine ruitje was voorzien van een verstelbare deflector om de wind over de helm van de berijder te sturen. De K 1100 RS was leverbaar met de meeste opties die men van BMW gewend was, zoals ABS en een geregelde driewegkatalysator.

### K 1100 LT SE
Deze "Special Edition" werd in 1993 uitgebracht, ter gelegenheid van het 70-jarig bestaan van BMW motorfietsen én het tienjarig bestaan van de K-modellen. Een aantal accessoires die bij het normale model als "extra" besteld konden worden, waren bij deze machine standaard gemonteerd. Daardoor ontstond een prijsvoordeel van ongeveer fl. 500,=. Bovendien was inmiddels het ABS II ontwikkeld, en dat werd bij de LT SE ingebouwd. De topkoffer kreeg een rugsteun voor de duopassagier en twee luidsprekers, zodat ook deze van de muziek uit de radio-cassetterecorder kon genieten. Een geregelde driewegkatalysator was standaard, maar de machine kon ook zonder katalysator besteld worden. In 1994 eindigde de productie weer, deze was immers gelimiteerd.

### K 1100 LT Highline
De Highline uit 1997 was het "Auslaufmodell", dat meer dan fl 30.000,= kostte en vrijwel identiek was aan de Special Edition, maar als extra was voorzien van veel chroom, gepolijste onderdelen en andere kleuren. Dit actiemodel moest de laatste voorraden wegwerken omdat de geruchten over de opvolger K 1200 LT al sinds april 1997 de ronde deden.

## Dienstfietsen
De K 1100 LT werd door veel politiekorpsen over de hele wereld ingezet als dienstmotor. In Nederland werd de machine ingezet door zowel politie als Koninklijke Marechaussee. In veel gevallen hadden deze korpsen nog boxermotoren gebruikt die bij de invoering van de BMW K 100-serie nog niet aan vervanging toe waren, maar bij de komst van de LT wel. 
Toen de K 1100 LT op zijn beurt aan vervanging toe was, bood BMW geen geschikte vloeistofgekoelde viercilinder aan. Omdat veel korpsen toch prijs stelden op vloeistofgekoelde motoren, is BMW een groot deel van deze markt kwijt geraakt aan de Japanse concurrentie

### Koninklijke Marechaussee
De Koninklijke Marechaussee kocht in de tweede helft van de jaren ‘90 ruim 350 BMW K1100 LT’s ter vervanging van de K75 (de Moto Guzzi’s van de Landmacht werden in april 2004 vervangen door 115 KTM LC 4 400 LS-E's.:77). In 2006 werden de BMW K1100 LT’s van de Marechaussee vervangen door 300 Yamaha FJR1300K’s.

## Technische gegevens
|                    | K 1100 LT                             | K 1100 RS                             | K 1100 LT SE                               | K 1100 LT Highline                    |
| ------------------ | ------------------------------------- | ------------------------------------- | ------------------------------------------ | ------------------------------------- |
| Periode            | 1991-1998                             | 1992-1996                             | 1993-1994                                  | 1997                                  |
| Productieaantal    | 22.757 incl. SE en Highline           | 12.179                                | zie K 1100 LT                              | zie K 1100 LT                         |
| Categorie          | toermotor                             | sporttoerer                           | toermotor                                  | toermotor                             |
| Motortype          | kopklepmotor                          | kopklepmotor                          | kopklepmotor                               | kopklepmotor                          |
| Bouwwijze          | langsgeplaatste viercilinderlijnmotor | langsgeplaatste viercilinderlijnmotor | langsgeplaatste viercilinderlijnmotor      | langsgeplaatste viercilinderlijnmotor |
| Boring             | 70,5 mm                               | 70,5 mm                               | 70,5 mm                                    | 70,5 mm                               |
| Slag               | 70 mm                                 | 70 mm                                 | 70 mm                                      | 70 mm                                 |
| Cilinderinhoud     | 1092 cc                               | 1092 cc                               | 1092 cc                                    | 1092 cc                               |
| Max. vermogen      | 73,5 kW/100 pk                        | 73,5 kW/100 pk                        | 73,5 kW/100 pk                             | 73,5 kW/100 pk                        |
| Topsnelheid        | 210 km/h                              | 220 km/h                              | 210 km/h                                   | 210 km/h                              |
| Aandrijving        | cardanas                              | cardanas                              | cardanas                                   | cardanas                              |
| Rijwielgedeelte    | brugframe                             | brugframe                             | brugframe                                  | brugframe                             |
| Leeg gewicht       | 290 kg                                | 268 kg                                | >300 kg                                    | >300 kg                               |
| Max. totaalgewicht | 500 kg                                | 485 kg                                | 500 kg                                     | 500 kg                                |
| Tankinhoud         | 22 liter                              | 22 liter                              | 22 liter                                   | 22 liter                              |
| Voorganger         | K 100 LT                              | K 100 RS                              | K 100 LT                                   | K 1100 LT SE                          |
| Opvolger           | K 1200 LT                             | K 1200 RS                             | K 1200 LT 80th Anniversary Limited Edition | K 1200 LT                             |